# كين نوريتاكي
كين نوريتاكي (باليابانية: 則武 謙) (مواليد 18 يوليو 1922)، هو لاعب كرة قدم ياباني سابق كان يلعب كمهاجم. سبق له أن لعب مع منتخب اليابان.

## وصلات خارجية
- كين نوريتاكي على موقع ناشيونال فوتبول تيمز (الإنجليزية)
- كين نوريتاكي على موقع عالم كرة القدم.نت (الإنجليزية)

- National Football Teams
- Japan National Football Team Database